# THKP/-C Devrimci Sol
THKP/-C (Türkiye Halk Kurtuluş Partisi-Cephesi) Devrimci Sol ist eine Organisation der revolutionären Linken in der Türkei. Sie wird in Deutschland als terroristische Organisation angesehen.
Die THKP/-C Devrimci Sol ging im Jahr 1993 aus der Spaltung der traditionellen Dev Sol in zwei konkurrierende Organisationen hervor. Die THKP/-C Devrimci Sol  bezeichnet sich auch nach ihrem Führungsfunktionär Bedri Yağan als Yağan-Flügel. Im Oktober 1994 gab der konkurrierende Karataş-Flügel bekannt, fortan den revolutionären Kampf unter der Bezeichnung DHKP-C führen zu wollen, während sich der Yağan-Flügel zur Abgrenzung vom Karataş-Flügel seit Dezember 1994 THKP-C-Devrimci Sol (Türkische Volksbefreiungspartei/-front - Revolutionäre Linke) nannte. Beide Flügel nehmen heute für sich in Anspruch, die Organisation und die Tradition des Devrimci Sol zu repräsentieren. Die THKP/-C Devrimci Sol bezichtigt die DHKP-C, den türkischen Staatsorganen in die Hände zu arbeiten. 
Die THKP-C-Devrimci Sol ist in Deutschland schwach vertreten und laut Bundesanwaltschaft nahezu bedeutungslos. In der Türkei ist sie fast inexistent.